# Блекджек
Блекджекът, познат също и като двадесет и едно, е игра с карти, една от най-популярните игри в казината. Играта има френски произход. Голяма част от популярността ѝ се дължи на комбинацията от шанс и мислене, както и на умението на някои играчи да броят картите и въз основа на това да правят печеливши залози.

## История
Изследователите все още не могат да открият пълната следа на играта блекджек. Счита се, че блекджек произлиза от игра, наречена „Vingt-et-un“, която се е появила във френските казина през XVII век. „Vingt-et-un“ е на френски и означава „Двадесет и едно“. Въпреки че наподобява блекджек и главната ѝ цел е да се достигнат 21 точки, нейните правила не са точно същите. В Vingt-et-un само крупието може да удвоява залога, а играча е трябвало да залага след всяко раздаване.
Друга теория твърди, че блекджекът произлиза от испанска игра, която се е наричала „Veintiuna“, което на испански означава „Двадесет и едно“. Първото писмено доказателство за това е било намерено в „Novelas Ejemplares“, книга написана от Мигел Де Сервантес, който се счита, че също е играл на хазарт. Целта на „Veintiuna“ е била да се достигнат 21 точки, без да се превишават и точно както в блекджека – асото е било със стойност 1 или 11 точки.
Когато блекджека е пренесен в Северна Америка, той придобива широка популярност тъй като по онова време няма закони, регулиращи хазарта в Съединените американски щати. Много професионални играчи отивали в Северна Америка, за да играят блекджек. Скоро след това, в началото на XIX век, правителството на САЩ го забранява. Играта започва да се играе „на черно“ и да става все по-популярна. През 1931 година Невада легализира хазарта и блекджекът се играе легално в Лас Вегас.

## Правила
Блекджек се играе с 4 или 6 тестета карти. Целта на играта е да бъде победена евентуалната ръка на дилъра, като сумата на ръката на играча се приближи максимално до 21, без да го надвишава. Асото се брои за 1 или 11. Всички „картинки“ (вале, дама, поп) са по 10 точки, а останалите карти носят толкова точки, колкото е написано на тях.
За да започне играта, трябва да има поне два заети бокса на масата. Всеки от залозите трябва да се постави в очертанията на бокса.
Преди да се раздадат картите, дилърът прекарва ръка под боксовете, за да „регистрира“ залозите. Дилърът раздава по една карта на всеки от боксовете и после дава една и на себе си. Ако неговата карта е асо, предлага insurance (застраховка) на играчите. Иншурънсът е половината от всички залози на играча, което значи, че ако един играч играе на няколко бокса, залозите му се сумират и делят на 2. След като желаещите се застраховат срещу това дилърът да има блекджек, се раздава по още една карта. Следва „обработка“ на боксовете.
- Ако някой от играчите има блекджек и дилърът няма първа карта асо, 10 или картинка, му се изплаща залога.
- Ако дилърът има асо е длъжен да предложи „even money“ (да му плати залога наполовина), защото има опасност и той да има блекджек. Ако обаче има 10 или еквивалентите му, не предлага, но поискат ли клиентите, трябва да плати „even money“.
- След като плати на печелившите, дилърът посочвайки с ръка всеки от боксовете обявява стойностите. Ако някой играч има асо, дилърът трябва да съобщи и двата варианта (1 и 11). Примерно 8+А се обявява „девет, деветнадесет“.
- Когато някой от играчите има 2 еднакви карти (без асо) се предлага сплит (split). Изговаря се „split, card?“ (сплит или карта). Ако поиска сплит, картите се разделят и залога се удвоява. После се раздава по една карта и на двете места.
- Ако сумата на някой играч е 9, 10 или 11, дилърът трябва да предложи double. Раздава се само още 1 карта (общо да станат 3). Залогът се удвоява тъй като се счита, че верояността да има трета карта асо, 10 или картинка е голяма. Трябва да се знае, че при сплит, също може да се прави double. Double, разбира се, може да се направи и при всяка друга сума.

Ако след третата карта, сумата на някой играч надвиши 21, той губи, дилърът обявява „too many“ и прибира картите и залога. Дилърът раздава на себе си докато сумата му надвиши 17. Ако си раздаде асо, преценява със следващата карта, дали да го счита за 1 или за 11. Ако неговата сума надвиши 21, плаща на всички играчи.
Ако играчът има асо и „картинка“ или 10, това е блекджек (виж снимката) и залогът се изплаща в отношение 3:2, освен ако дилъра също има блекджек. В този случай залогът се счита за egalite (егалите или en.–egality). Това означава, че залогът нито е спечелен, нито е загубен и може да бъде променен. Ако играчът не успее да направи блекджек с първите две карти, може да опита да се приближи максимално към 21 като поиска още карти. Заявява „card“ за допълнителна карта или „no cards“ ако не иска да опита. Трябва да се знае, че играчът губи, ако сумата на ръката му надвиши 21, независимо дали ръката на дилъра също не е надвишила тази сума. Ако имат равни точки, нито единия, нито другия печели.

## Основни стратегии
Като всички игри в казино, и при тази казиното има статистическо предимство в дългосрочен план срещу играчите. Но тъй като при блекджека, за разлика от другите игри има елемента–решение на играча, играещите могат да редуцират преимуществото на казиното ако спазват няколко основни правила. Тези правила определят кога да се пасува и кога да се иска карта, както и дали double или сплит са удачни. Тази стратегия е основана на сумата на играча и на първата (видимата) карта на дилъра. Има и малки вариации на основните стратегии, зависещи от правилата на определеното казино и броя на тестетата. При най-добрите условия е възможно предимството на казиното да е само около 0,16% над това на играча.

## Съвети за игра
Ако горната карта на дилъра е 2, 3, 4, 5 или 6, има по-голям шанс той да загуби. А вероятността да спечели е по-голяма, ако горната му карта е 7, 8, 9, 10, вале, дама, поп (К) или асо (А).
Ако горната Ви карта е асо, Вие имате 52% предимство пред дилъра.
Ако са Ви раздадени 7-ци или 8-ци, а горната карта на дилъра е с равна или по-ниста стойност удвоете залога (double down). Също така като общо правило може да удвоите залога ако имате Вале(J), Дама(Q), Поп(K), 10-ки или 5-ци.

## Вероятности
В блекджека има някои вероятности, които играчите е добре да имат предвид когато взимат решение за това какво точно да направят по време на игра на блекджек.
В таблицата по-долу може да се види каква е вероятността да се надхвърли 21 (bust) в случай, че е поискана карта (hit), в зависимост от стойността на ръката към момента.
| Ръка | Процент % |
| ---- | --------- |
| 12   | 31%       |
| 13   | 39%       |
| 14   | 56%       |
| 15   | 58%       |
| 16   | 62%       |
| 17   | 69%       |
| 18   | 77%       |
| 19   | 85%       |
| 20   | 92%       |
| 21   | 100%      |